# Marmi di Ascoli Satriano
I marmi di Ascoli Satriano sono un complesso di reperti in marmo del IV secolo a.C. appartenuti ad una tomba dell'élite principesca dauna e rinvenuti nel territorio di Ascoli Satriano. Sono conservati nel museo civico di Ascoli Satriano (FG).

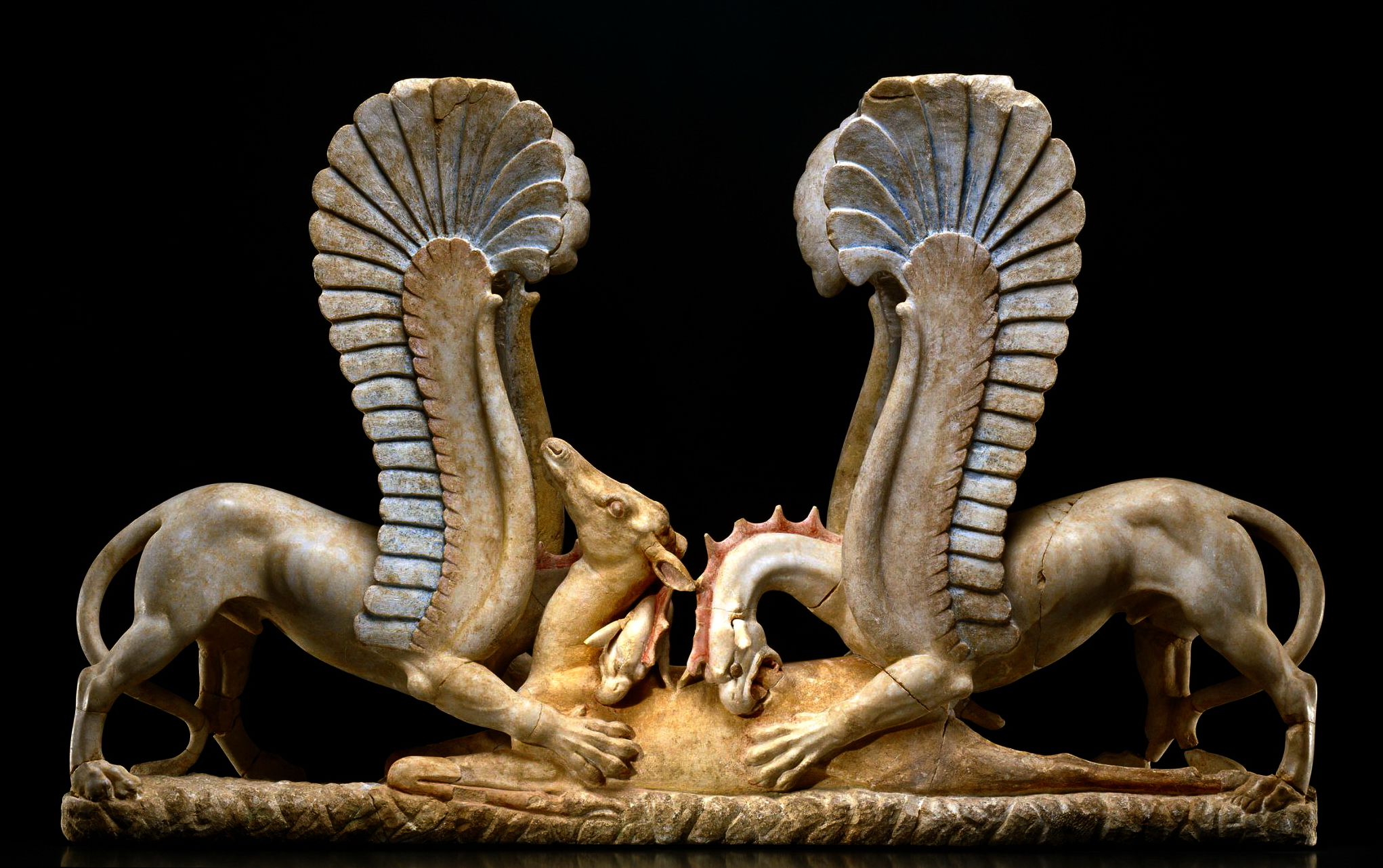
Sostegno di mensa con coppia di grifoni che sbranano una cerva, rinvenuto ad Ascoli Satriano

Il complesso è costituito da un cratere decorato con corona d'oro, un bacino rituale dipinto (podanipter), un sostegno di mensa (trapezophoros) con coppia di grifi, una coppia di mensole e alcuni pezzi minori.
Nel gruppo viene inclusa anche una statua di Apollo con grifone, risalente al II secolo a.C., ma non è assimilabile agli altri pezzi per il luogo di ritrovamento.

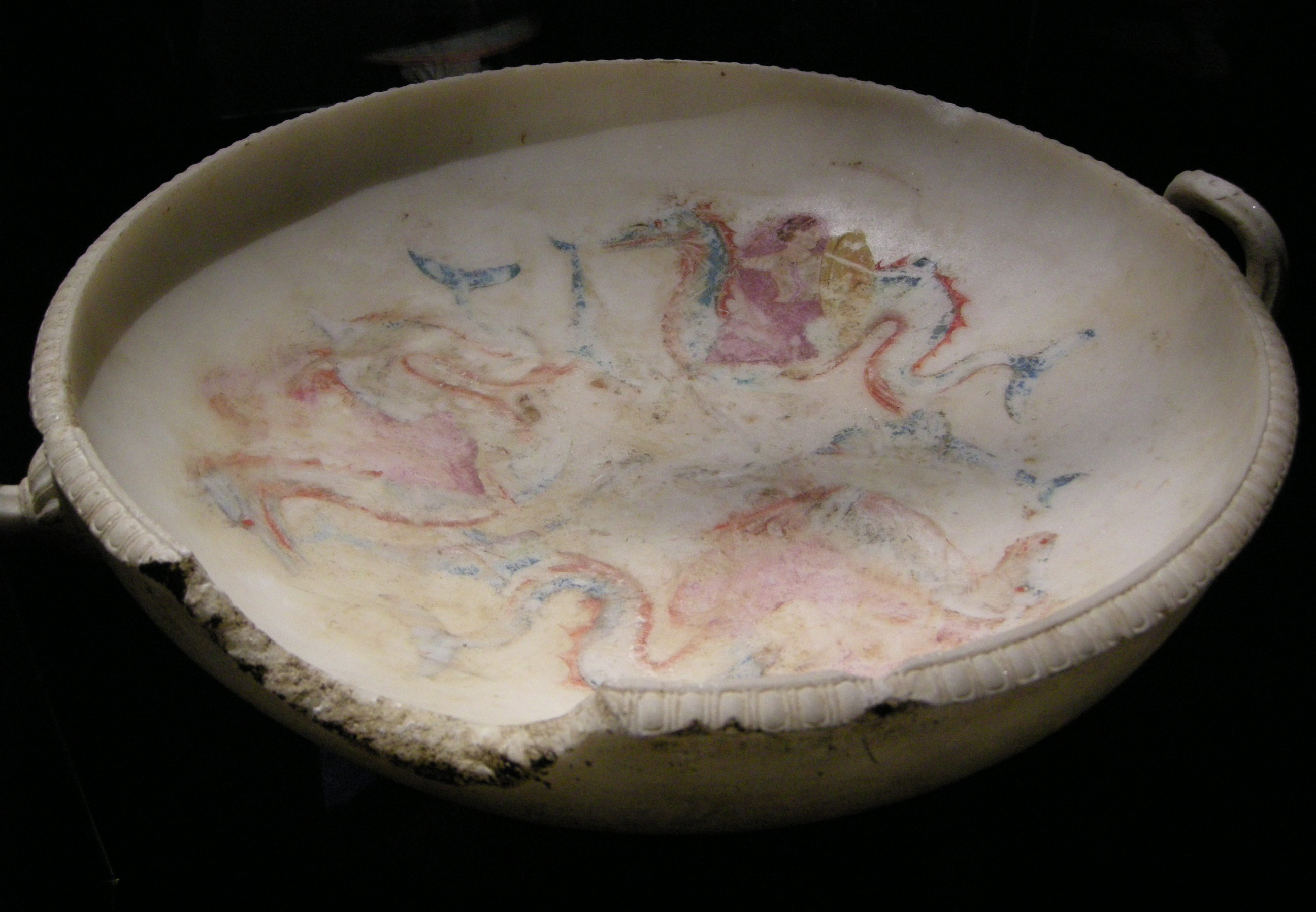
Bacino rituale in marmo dipinto di Ascoli Satriano, con resti della pittura originaria, policroma mostranti l'episodio mitologico del trasporto delle armi, forgiate da Efesto, ad opera di Teti, aiutata dalle sorelle a cavallo di tritoni, per Achille

## Rinvenimento
Gli oggetti del complesso furono probabilmente rinvenuti tra il 1976 e il 1977 attraverso scavi clandestini per mano di tombaroli locali, che misero in luce ventuno oggetti di varia natura, smembrati a scopo commerciale. Alcuni pezzi furono sequestrati dalla Guardia di Finanza, mentre il supporto per mensa con i grifoni e il bacino rituale dipinto, più pregiati, furono venduti al mercante d'arte Giacomo Medici, entrarono illegalmente a far parte della collezione di Maurice Tempelsman e poi al Paul Getty Museum, entrato in possesso anche della statua di Apollo con grifo. I reperti furono poi restituiti all'Italia nel 2007.

## Contesto
Gli oggetti dovevano appartenere al corredo di una tomba a camera. La delicata pittura ancora conservata sul bacino rituale indica infatti probabilmente una funzione solo funeraria, limitata al solo contenimento dell'acqua rituale durante la cerimonia funebre.

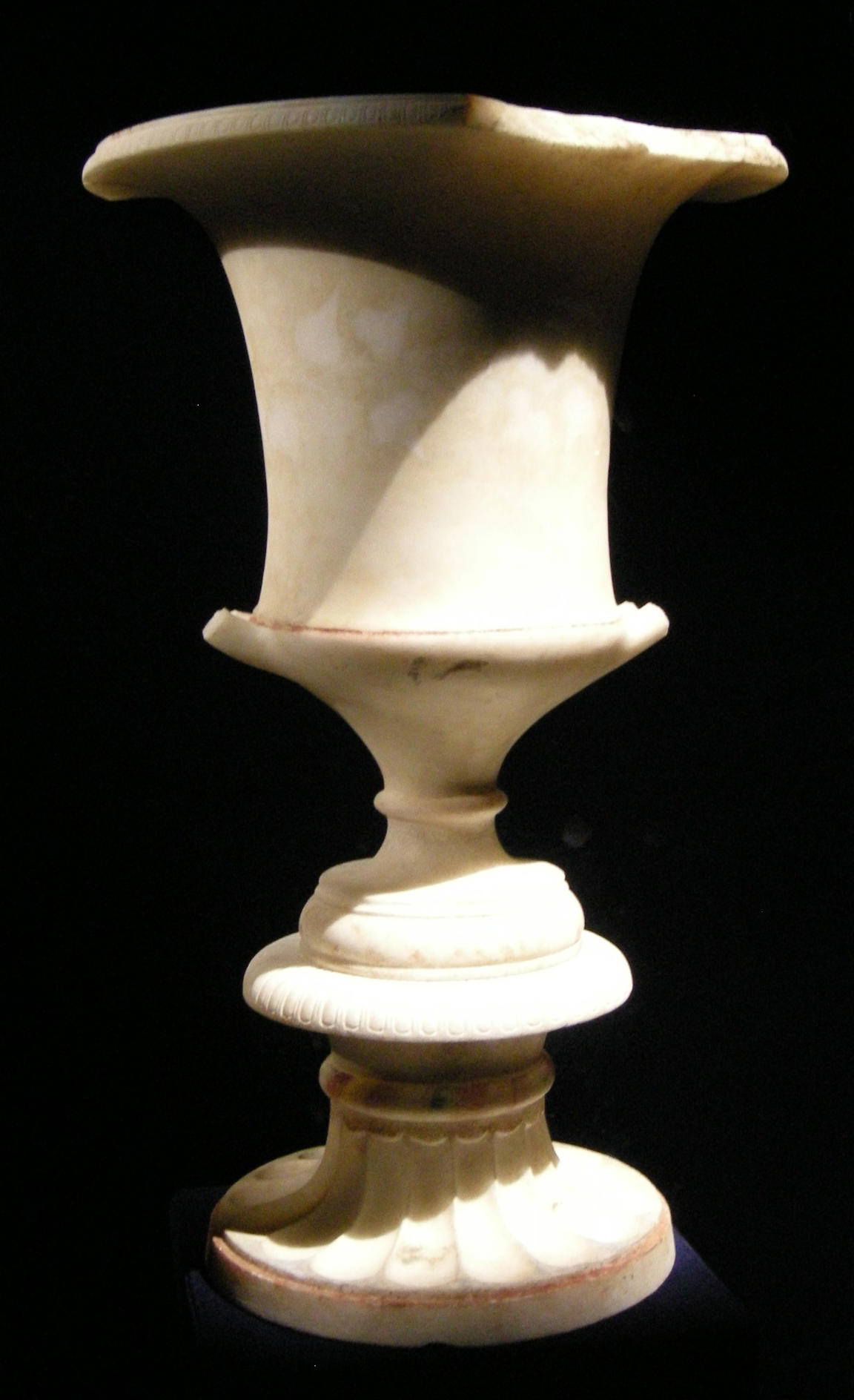
Cratere di Ascoli Satriano

Analogamente la corona d'oro in origine posta sul cratere è legata all'esaltazione del defunto e non ha solo scopi decorativi. Il sostegno con i grifoni doveva sostenere una mensa marmorea, oggi perduta utilizzata, come tavola per le offerte (dove erano disposti gli altri oggetti, forse con al centro il cratere, mentre le mensole dovevano sorreggere il letto funebre.

## Oggetti

### Il cratere e la corona d'oro
Il cratere ha forme analoghe ad altri provenienti dalla Grecia settentrionale e datati al IV secolo a.C. e esemplari analoghi sono attestati in Etruria anche in altri materiali, come il bronzo (cratere etrusco di bronzo di Bolsena, attualmente al British Museum) o la ceramica.
La corona d'oro a foglie d'edera e con grappoli di frutti era applicata sul corpo del vaso.
Il cratere, come è provato dalla scarsa profondità dello spazio interno, non venne utilizzato come cinerario (contenitore per le ceneri del defunto nel rito della sepoltura per incinerazione), come invece accade nel cratere bronzeo di Sevaste, cinerario che racchiudeva al suo interno i resti di una corona d'oro incenerita assieme al defunto.

### Il sostegno di mensa
Il pezzo, un sostegno per mensa scolpito come coppia di grifoni affrontati che sbranano una cerva, è in marmo orientale (afrodisiense, proveniente dalle cave presso la città di Afrodisia in Caria, Turchia). Il soggetto è presente, con simile iconografia nelle lampade di Taranto del IV secolo a.C. e nelle fasce decorative della tomba macedone di Potidea.
Il corpo della cerva e l'interno delle ali dei grifi sono dipinti in giallo, con i solchi tra le piume resi in azzurro sfumato di bianco; la base è in verde. Le narici e la giunzione delle piume dei grifi sono colorati in rosa.

### La statua di Apollo con grifone

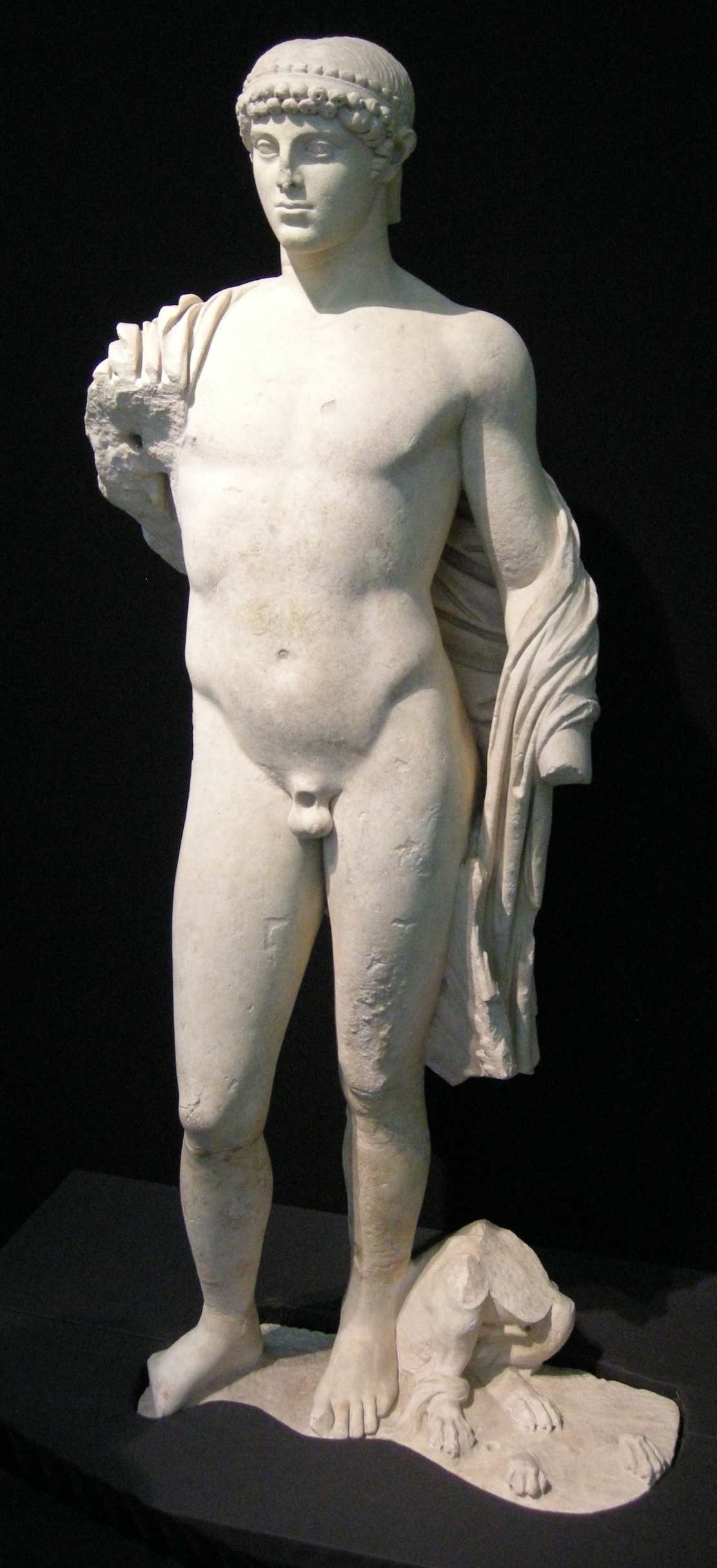
Statua di Apollo con grifone rinvenuta ad Ascoli Satriano

La statua rappresenta Apollo come figura giovanile in piedi, con le spalle avvolte in parte da un mantello, la testa cinta da una benda. Le mani, oggi perdute, impugnavano forse arco e frecce e al suo fianco si trovava un grifone.
Il retro della scultura, scolpito più grossolanamente, indica che era probabilmente collocato in una nicchia. La statua con capigliatura tipica dell'epoca adrianea appartiene ad una ripresa di modelli del V secolo a.C.
Anche questa statua, passata per le stesse mani degli oggetti del complesso funerario, è stata restituita dal Paul Getty Museum. Le indagini hanno permesso di individuarne la provenienza da una villa poco distante.

### Mensole
Le mensole, con profilo ad S, presentano residui di colore rosso. La scarsa sporgenza dei denti di incasso ha fatto supporre la presenza di elementi verticali di sostegno. La raffinata decorazione superiore indica che non dovevano essere collocate molto in alto.

### Altri oggetti
- Oinochoe a bocca rotonda: si tratta di una brocca per il vino, probabilmente incompleta, con tracce di dipintura sull'orlo e sulla spalla.

Il vaso marmoreo è costituito da tre elementi separati, incastrati tramite una serie di cavità e sporgenze (il piede di base, il corpo, decorato con baccellature, e l'insieme di spalla, collo e ansa verticale).
- Epichysis: si tratta di una brocca dal corpo cilindrico decorato a baccellature piene, con ampio piede, più alto e sottile che nell'oinochoe, e con collo stretto e allungato; dell'ansa rimangono soltanto gli attacchi. Come l'oinochoe si compone di tre parti separate, connesse mediante lo stesso sistema di incavi e sporgenze. Mancano elementi di raccordo fra il corpo principale e la spalla. Ne è stato rinvenuto un esemplare quasi completo e altri due molto più lacunosi. I resti cromatici rivelano una massiccia presenza del rosso[5].

- Loutrophoros: ugualmente composto da tre parti distinte, collegate tramite concavità e convessità, presenta corpo troncoconico, anch'esso in parte decorato da baccellature piene, con lungo collo cilindrico terminante in un ampio labbro piatto dal bordo sagomato. Le anse sono a nastro con sezione quadrangolare. Il colore rosso è utilizzato per il disegno di un cane in corsa alla base della spalla, e per un altro motivo non più riconoscibile presso gli attacchi inferiori delle anse[5].
- Podanipter: vasca del bacino rituale, essa presenta all'interno la scena del trasporto delle armi forgiate da Efesto per Achille su richiesta della madre Teti, aiutata dalle sorelle. Sulla vasca ora è visibile solo Nereide che reca lo                                         scudo. Le pitture del podanipter ricordano quelle del bellissimo sarcofago delle Amazzoni, probabilmente                                                d'origine tarantina, conservato nel Museo archeologico di Firenze.

## La varietà cromatica
Sui vari oggetti dell'insieme sono stati identificati nove colori diversi: rosso, rosso-violaceo, azzurro, rosa,  bianco, beige, giallo, verde e marrone: ricorrono con più frequenza il rosso e l'azzurro scuro.L'accostamento fra i diversi toni di rosso e l'azzurro accompagnato al bianco e al giallo oro sono procedure tipiche della decorazione a tecnica sovraddipinta.
La rappresentazione delle figure si basa su un disegno preparatorio, con l'uso di una tecnica particolare che gioca sulla variazione dello spessore e del tono di colore: nelle parti in cui domina l'azzurro scuro si è prima tracciato un bordo spesso e marcato per delineare il corpo degli animali, mentre nei tratti di colore rosso i profili sono più delicati, accennati con una linea leggera e meno marcata.
Gli accostamenti cromatici riflettono il gusto per la policromia delle aristocrazie daune, visibile anche nelle contemporanee pitture parietali e nelle ceramiche (di Arpi e di Canosa).